# Naomichi Ueda
Naomichi Ueda (植田 直通?, Ueda Naomichi; Kumamoto, 24 ottobre 1994) è un calciatore giapponese, difensore dei Kashima Antlers e della nazionale giapponese.

## Biografia
Il padre, Futoshi, gestisce un'impresa edile, ha due sorelle, Mei e Tamami. Da bambino la sua passione era il taekwondo, quando lo praticava era ritenuto una giovane promessa di livello nazionale, tuttavia i suoi amici lo esortarono a dedicarsi al calcio, Naomichi iniziò ad entusiasmarsi tanto che si convertì in un calciatore, si unì alla squadra dell'istituto scolastico Shiritsu Sumiyoshi Junior High School quando frequentava le medie, e poi ha continuato a giocare nella squadra del proprio liceo, il Kumamoto Ozu High School.

## Caratteristiche tecniche
È un difensore centrale rapido, forte atleticamente e fisicamente. In patria viene soprannominato Il coccodrillo, appellativo utilizzato per la sua capacità di contrastare in modo deciso gli avversari. Inoltre, i suoi 186 cm lo rendono pericoloso nel gioco aereo, tra l'altro in chiave offensiva la sua principale abilità è quella di segnare tirando di testa.

## Carriera

### Club

#### Kashima Antlers
Muove i primi passi nel calcio professionistico con il Kashima Antlers, giocando la sua prima partita il 23 marzo 2013, sarà titolare contro il FC Tokyo perdendo per 4-2 nell'edizione 2013. Il 14 aprile 2015 segnerà la sua prima rete, nella partita di J1 League vinta per 3-1 contro il Kashiwa Reysol. Nell'edizione 2016 del campionato, che il Kashima Antlers si aggiudicherà, giocherà come titolare per la maggior parte delle partite. Segnerà un gol nell'edizione 2017 della AFC Champions League, infatti sarà autore della rete del 3-0 vincendo contro il Brisbane Roar, sempre nello stesso anno segnerà varie reti nel campionato, una vincendo per 3-2 contro lo Shimizu S-Pulse e un'altra battendo per 2-1 il Gamba Osaka. Segnerà il suo ultimo gol per la squadra nell'edizione 2018 del campionato continentale con la rete del 2-0 vincendo ai danni del Sydney.

#### Cercle Bruges e Nîmes Olympique
Il 11 agosto 2018 ha esordito con il club belga del Cercle Bruges nel pareggio per 0-0 contro lo Standard Liegi. Il 6 aprile 2019 segnerà una rete battendo per 3-2 il Mouscron.
Nel gennaio 2021 viene ceduto in prestito al Nîmes Olympique, club francese, la sua prima partita in Francia sarà contro il Nice alla Coppa di Francia perdendo per 3-1. A fine stagione, nonostante la retrocessione del club, viene riscattato dai francesi.

### Nazionale
Ha fatto parte della selezione nipponica Under-17 al mondiale Messico 2011, giocando tutte e cinque le partite, segnando una rete nella vittoria per 3-1 contro l'Argentina. È stato scelto da Javier Aguirre per la Coppa d'Asia 2015 in Australia.
Viene convocato per le Olimpiadi 2016 in Brasile.
Debutterà in nazionale maggiore il 12 dicembre 2017 nella vittoria per 2-1 contro la Cina. Segnerà il suo primo gol in nazionale nell'amichevole contro il Costa d'Avorio, la sua rete deciderà la vittoria su 1-0.

## Statistiche

### Presenze e reti nei club
Statistiche aggiornate al 7 agosto 2024.
| Stagione               | Club                   | Campionato             | Campionato | Campionato | Coppe nazionali | Coppe nazionali | Coppe nazionali | Coppe continentali | Coppe continentali | Coppe continentali | Supercoppe | Supercoppe | Supercoppe | Totale | Totale |
| Stagione               | Club                   | Comp                   | Pres       | Reti       | Comp            | Pres            | Reti            | Comp               | Pres               | Reti               | Comp       | Pres       | Reti       | Pres   | Reti   |
| ---------------------- | ---------------------- | ---------------------- | ---------- | ---------- | --------------- | --------------- | --------------- | ------------------ | ------------------ | ------------------ | ---------- | ---------- | ---------- | ------ | ------ |
| 2012                   | Ōzu High School        | -                      | -          | -          | CG              | 1               | 0               | -                  | -                  | -                  | -          | -          | -          | 1      | 0      |
| 2013                   | Kashima Antlers        | J1                     | 0          | 0          | CG+CdL          | 1+2             | 0               | -                  | -                  | -                  | SBC        | 0          | 0          | 3      | 0      |
| 2014                   | Kashima Antlers        | J1                     | 20         | 0          | CG+CdL          | 1+3             | 0               | -                  | -                  | -                  | -          | -          | -          | 24     | 0      |
| giu. 2014              | J. League U-22         | J3                     | 2          | 0          | -               | -               | -               | -                  | -                  | -                  | -          | -          | -          | 2      | 0      |
| 2015                   | Kashima Antlers        | J1                     | 12         | 1          | CG+CdL          | 2+0             | 0               | ACL                | 2                  | 0                  | -          | -          | -          | 16     | 1      |
| ago.-set. 2015         | J. League U-22         | J3                     | 2          | 0          | -               | -               | -               | -                  | -                  | -                  | -          | -          | -          | 2      | 0      |
| Totale J. League U-22  | Totale J. League U-22  | Totale J. League U-22  | 4          | 0          |                 | -               | -               |                    | -                  | -                  |            | -          | -          | 4      | 0      |
| 2016                   | Kashima Antlers        | J1                     | 21+1       | 0          | CG+CdL          | 4+2             | 0               | -                  | -                  | -                  | SBC+Cmc    | 0+3        | 0          | 31     | 0      |
| 2017                   | Kashima Antlers        | J1                     | 29         | 3          | CG+CdL          | 2+0             | 0               | AFC                | 7                  | 1                  | SG         | 1          | 0          | 39     | 4      |
| gen.-lug. 2018         | Kashima Antlers        | J1                     | 14         | 0          | CG+CdL          | 0               | 0               | AFC                | 6                  | 1                  | -          | -          | 0          | 20     | 1      |
| 2018-2019              | Cercle Bruges          | D1                     | 21+5       | 0+1        | CB              | 1               | 0               | -                  | -                  | -                  | -          | -          | -          | 27     | 1      |
| 2019-2020              | Cercle Bruges          | D1                     | 19         | 0          | CB              | 1               | 0               | -                  | -                  | -                  | -          | -          | -          | 20     | 0      |
| 2020-gen. 2021         | Cercle Bruges          | D1                     | 8          | 0          | -               | -               | -               | -                  | -                  | -                  | -          | -          | -          | 8      | 0      |
| Totale Cercle Bruges   | Totale Cercle Bruges   | Totale Cercle Bruges   | 53         | 1          |                 | 2               | 0               |                    | -                  | -                  |            | -          | -          | 55     | 1      |
| gen.-giu. 2021         | Nîmes                  | L1                     | 9          | 0          | CF              | 1               | 0               | -                  | -                  | -                  | -          | -          | -          | 10     | 0      |
| 2021-2022              | Nîmes                  | L2                     | 28         | 0          | CF              | 3               | 0               | -                  | -                  | -                  | -          | -          | -          | 31     | 0      |
| 2022-gen. 2023         | Nîmes                  | L2                     | 1          | 0          | CF              | 0               | 0               | -                  | -                  | -                  | -          | -          | -          | 1      | 0      |
| Totale Nîmes           | Totale Nîmes           | Totale Nîmes           | 38         | 0          |                 | 4               | 0               |                    | -                  | -                  |            | -          | -          | 42     | 0      |
| 2023                   | Kashima Antlers        | J1                     | 34         | 2          | CG+CdL          | 1+6             | 0               | -                  | -                  | -                  | -          | -          | -          | 41     | 2      |
| 2024                   | Kashima Antlers        | J1                     | 25         | 3          | CG+CdL          | 2+2             | 0               | -                  | -                  | -                  | -          | -          | -          | 29     | 3      |
| Totale Kashima Antlers | Totale Kashima Antlers | Totale Kashima Antlers | 156        | 9          |                 | 28              | 0               |                    | 15                 | 2                  |            | 4          | 0          | 203    | 11     |
| Totale carriera        | Totale carriera        | Totale carriera        | 251        | 10         |                 | 35              | 0               |                    | 15                 | 2                  |            | 4          | 0          | 305    | 12     |

### Cronologia presenze e reti in nazionale
| Cronologia completa delle presenze e delle reti in nazionale ― Giappone | Cronologia completa delle presenze e delle reti in nazionale ― Giappone | Cronologia completa delle presenze e delle reti in nazionale ― Giappone | Cronologia completa delle presenze e delle reti in nazionale ― Giappone | Cronologia completa delle presenze e delle reti in nazionale ― Giappone | Cronologia completa delle presenze e delle reti in nazionale ― Giappone | Cronologia completa delle presenze e delle reti in nazionale ― Giappone | Cronologia completa delle presenze e delle reti in nazionale ― Giappone |
| Data                                                                    | Città                                                                   | In casa                                                                 | Risultato                                                               | Ospiti                                                                  | Competizione                                                            | Reti                                                                    | Note                                                                    |
| ----------------------------------------------------------------------- | ----------------------------------------------------------------------- | ----------------------------------------------------------------------- | ----------------------------------------------------------------------- | ----------------------------------------------------------------------- | ----------------------------------------------------------------------- | ----------------------------------------------------------------------- | ----------------------------------------------------------------------- |
| 12-12-2017                                                              | Chōfu                                                                   | Giappone                                                                | 2 – 1                                                                   | Cina                                                                    | Coppa dell'Asia orientale 2017                                          | -                                                                       |                                                                         |
| 16-12-2017                                                              | Chōfu                                                                   | Giappone                                                                | 1 – 4                                                                   | Corea del Sud                                                           | Coppa dell'Asia orientale 2017                                          | -                                                                       |                                                                         |
| 27-3-2018                                                               | Liegi                                                                   | Giappone                                                                | 1 – 2                                                                   | Ucraina                                                                 | Amichevole                                                              | -                                                                       | 1 autogol                                                               |
| 12-6-2018                                                               | Innsbruck                                                               | Giappone                                                                | 4 – 2                                                                   | Paraguay                                                                | Amichevole                                                              | -                                                                       |                                                                         |
| 18-6-2019                                                               | San Paolo                                                               | Giappone                                                                | 0 – 4                                                                   | Cile                                                                    | Coppa America 2019 - 1º turno                                           | -                                                                       |                                                                         |
| 21-6-2019                                                               | Porto Alegre                                                            | Uruguay                                                                 | 2 – 2                                                                   | Giappone                                                                | Coppa America 2019 - 1º turno                                           | -                                                                       | 31’                                                                     |
| 25-6-2019                                                               | Belo Horizonte                                                          | Ecuador                                                                 | 1 – 1                                                                   | Giappone                                                                | Coppa America 2019 - 1º turno                                           | -                                                                       |                                                                         |
| 5-9-2019                                                                | Kashima                                                                 | Giappone                                                                | 2 – 0                                                                   | Paraguay                                                                | Amichevole                                                              | -                                                                       | 46’                                                                     |
| 15-10-2019                                                              | Dushanbe                                                                | Tagikistan                                                              | 0 – 3                                                                   | Giappone                                                                | Qual. Mondiali 2022                                                     | -                                                                       |                                                                         |
| 14-11-2019                                                              | Biškek                                                                  | Kirghizistan                                                            | 0 – 2                                                                   | Giappone                                                                | Qual. Mondiali 2022                                                     | -                                                                       |                                                                         |
| 19-11-2019                                                              | Suita                                                                   | Giappone                                                                | 1 – 4                                                                   | Venezuela                                                               | Amichevole                                                              | -                                                                       | 46’                                                                     |
| 13-10-2020                                                              | Utrecht                                                                 | Giappone                                                                | 1 – 0                                                                   | Costa d'Avorio                                                          | Amichevole                                                              | 1                                                                       | 89’                                                                     |
| 12-11-2020                                                              | Graz                                                                    | Giappone                                                                | 1 – 0                                                                   | Panama                                                                  | Amichevole                                                              | -                                                                       |                                                                         |
| 28-5-2021                                                               | Chiba                                                                   | Giappone                                                                | 10 – 0                                                                  | Birmania                                                                | Qual. Mondiali 2022                                                     | -                                                                       | 46’                                                                     |
| 11-6-2021                                                               | Kobe                                                                    | Giappone                                                                | 1 – 0                                                                   | Serbia                                                                  | Amichevole                                                              | -                                                                       |                                                                         |
| 2-9-2021                                                                | Suita                                                                   | Giappone                                                                | 0 – 1                                                                   | Oman                                                                    | Qual. Mondiali 2022                                                     | -                                                                       |                                                                         |
| 12-7-2025                                                               | Yongin                                                                  | Giappone                                                                | 2 – 0                                                                   | Cina                                                                    | Coppa dell'Asia orientale 2025                                          | -                                                                       |                                                                         |
| 15-7-2025                                                               | Yongin                                                                  | Corea del Sud                                                           | 0 – 1                                                                   | Giappone                                                                | Coppa dell'Asia orientale 2025                                          | -                                                                       | 77’                                                                     |
| Totale                                                                  |                                                                         | Presenze                                                                | 18                                                                      |                                                                         | Reti                                                                    | 1                                                                       |                                                                         |

| Cronologia completa delle presenze e delle reti in nazionale ― Giappone Olimpica | Cronologia completa delle presenze e delle reti in nazionale ― Giappone Olimpica | Cronologia completa delle presenze e delle reti in nazionale ― Giappone Olimpica | Cronologia completa delle presenze e delle reti in nazionale ― Giappone Olimpica | Cronologia completa delle presenze e delle reti in nazionale ― Giappone Olimpica | Cronologia completa delle presenze e delle reti in nazionale ― Giappone Olimpica | Cronologia completa delle presenze e delle reti in nazionale ― Giappone Olimpica | Cronologia completa delle presenze e delle reti in nazionale ― Giappone Olimpica |
| Data                                                                             | Città                                                                            | In casa                                                                          | Risultato                                                                        | Ospiti                                                                           | Competizione                                                                     | Reti                                                                             | Note                                                                             |
| -------------------------------------------------------------------------------- | -------------------------------------------------------------------------------- | -------------------------------------------------------------------------------- | -------------------------------------------------------------------------------- | -------------------------------------------------------------------------------- | -------------------------------------------------------------------------------- | -------------------------------------------------------------------------------- | -------------------------------------------------------------------------------- |
| 5-8-2016                                                                         | Manaus                                                                           | Nigeria                                                                          | 5 – 4                                                                            | Giappone                                                                         | Olimpiadi 2016 - 1º turno                                                        | -                                                                                |                                                                                  |
| 8-8-2016                                                                         | Manaus                                                                           | Giappone                                                                         | 2 – 2                                                                            | Colombia                                                                         | Olimpiadi 2016 - 1º turno                                                        | -                                                                                |                                                                                  |
| 11-8-2016                                                                        | Salvador                                                                         | Giappone                                                                         | 1 – 0                                                                            | Svezia                                                                           | Olimpiadi 2016 - 1º turno                                                        | -                                                                                |                                                                                  |
| Totale                                                                           |                                                                                  | Presenze                                                                         | 3                                                                                |                                                                                  | Reti                                                                             | 0                                                                                |                                                                                  |

## Palmarès

### Club

#### Competizioni nazionali
- Coppa J. League: 1

Kashima Antlers: 2015
- Campionato giapponese: 1

Kashima Antlers: 2016
- Coppa dell'Imperatore: 1

Kashima Antlers: 2016
- Supercoppa del Giappone: 1

Kashima Antlers: 2017

#### Competizioni internazionali
- Coppa Suruga Bank: 1

Kashima Antlers: 2013

### Nazionale
- Coppa d'Asia Under-23: 1

2016